# 恋する雪 愛する空
「恋する雪 愛する空」（こいするゆき あいするそら）はCHEMISTRY25枚目のシングル。2008年11月5日発売。発売元はデフスターレコーズ。

## 解説
2008年2枚目のシングルとなる本作はコンセプト・アルバム『Winter of Love』先行シングル。（C/W曲の「キスからはじめよう」は『Winter of Love』は未収録。『CHEMISTRY 2001-2011』に収録）。キャッチコピーは「やっぱり君じゃなきゃダメなんだ / 2008年冬のバラード決定版!」。
CHEMISTRYの冬定番のバラードの流れを汲む「恋する雪 愛する空」は恋人のいる人間が、ふいに過去の恋を思い出し心が揺れ動くものの最終的に今一緒にいる人の大切さや温もり、その人の大きな愛に気づき心を戻す様子を綴ったキャッチーなミディアム・バラードに仕上げている。タイトル「恋する雪」は過去の恋人、「愛する空」は現在の恋人を示している。
前作「Life goes on」の流れを汲み、敢えて王道バラードとは違い打ち込み主体のエレクトロ風味のサウンド。日清食品「カップヌードル」・ミルクシーフード」CMソングのタイアップ曲。
「キスからはじめよう」はバラードでありながら、衝動的な略奪愛を歌うR&Bテイストでアップ目の新感覚バラード。映画「ブーリン家の姉妹」とイメージが重なることから日本版イメージソング決定を受けてCHEMISTRYも試写会に特別ゲストとして登壇。

## 収録曲
1. 恋する雪 愛する空
  - 作詞：田中花乃／作曲：山本加津彦／編曲：塩川満己
  - 日清食品「日清カップヌードルミルクシーフード『ミルクリスマス編』」CMソング
2. キスからはじめよう
  - 作詞・作曲：合山瑞枝／編曲：宗像仁志
  - 映画「ブーリン家の姉妹」イメージソング
3. 恋する雪 愛する空 [Less　Vocal]
4. キスからはじめよう [Less　Vocal]